# Манукау

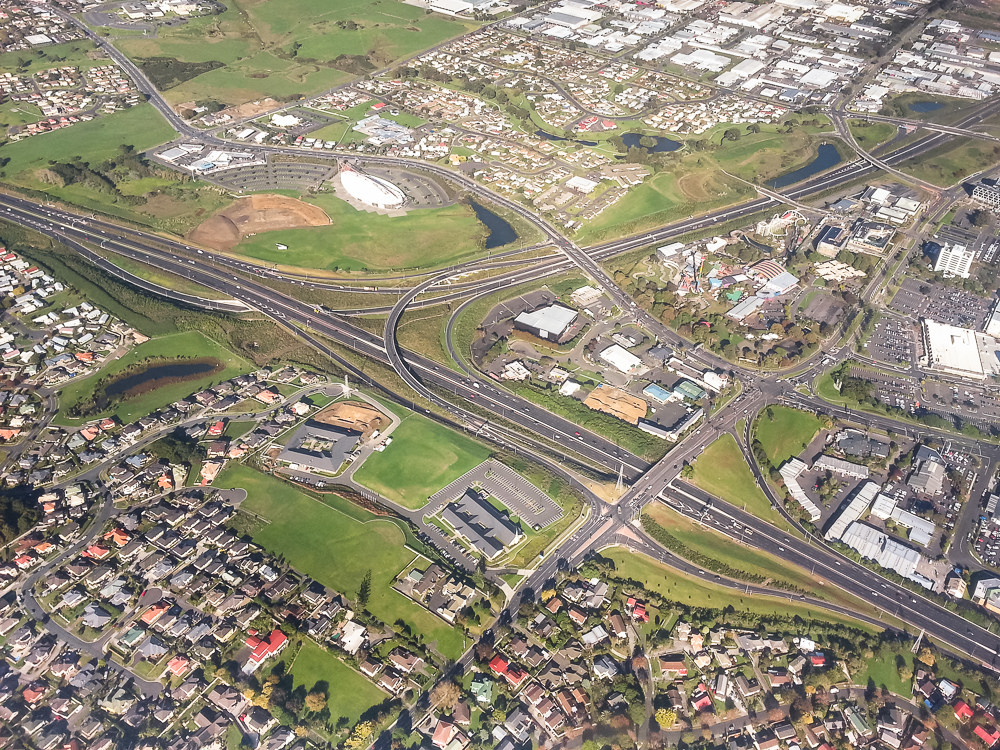
Вид на Манукало

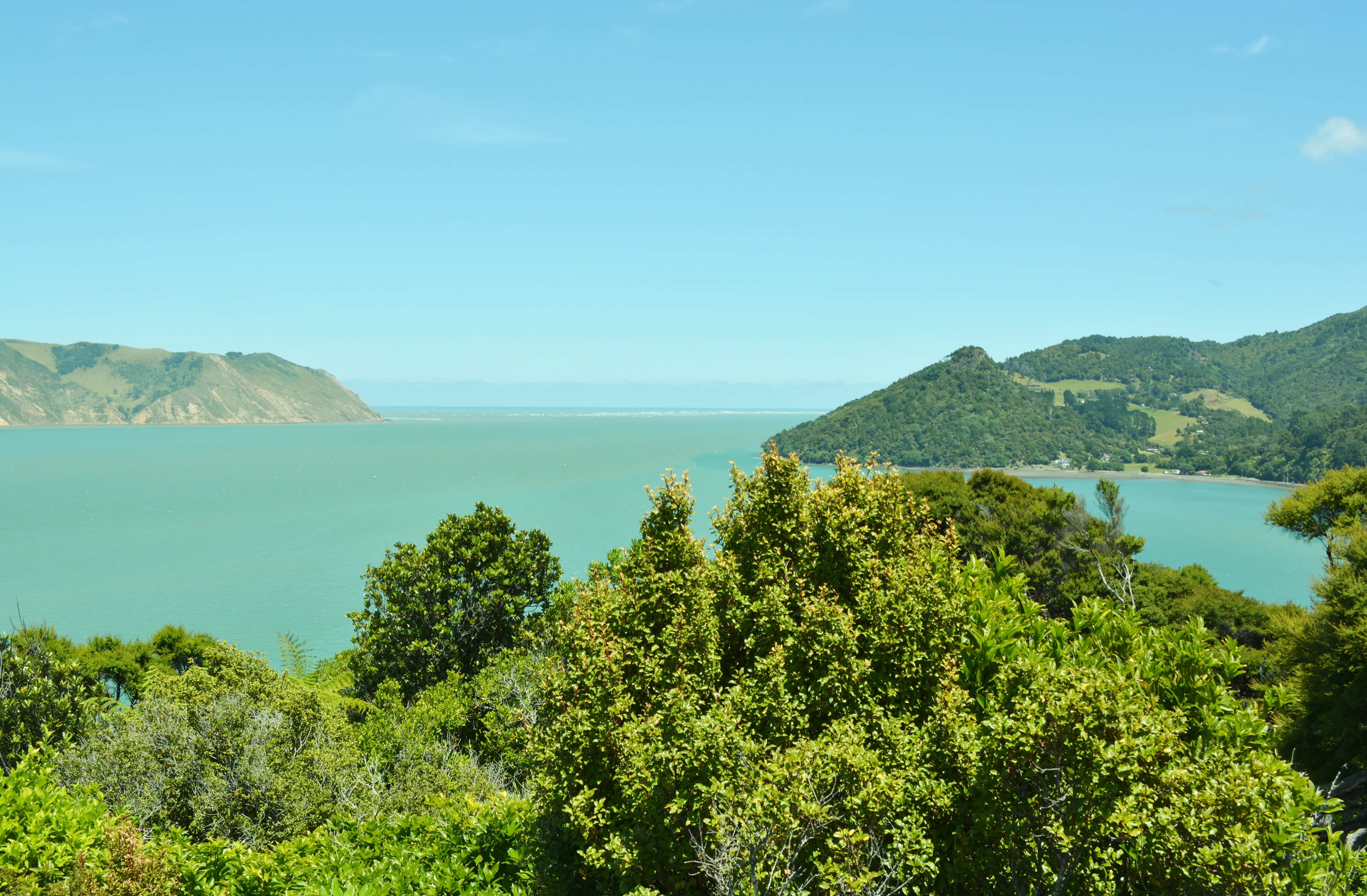
Гавань

Манукау (англ. Manukau, маорі Manuka) — південний район Окленда, до 2010 року мав самоврядування. Відстань до центру Окленда — 23 км. Назва «Манукау» походить від однойменної затоки , ім'я якого, у свою чергу, походить з мови маорі, однак точна етимологія не встановлена .

## Історія
Манукау - одна з найбільш рано заселених територій країни, маорі вперше відвідали цю місцевість близько 1350 року . Родючі вулканічні ґрунти району залучили сюди хліборобів. Манукау, як і більшість території сучасного Окленда, спорожніло на початку XIX століття через міжплемінні війни .
Першими європейцями, що відвідали Манукау, стали місіонери Джеймс Хамлін (англ. James Hamlin) і А. Браун (англ. A. Brown) у 1834 році. Двома роками пізніше місіонери викупили 324 км² місцевої землі . Місце, на якому розташований центр нинішнього міста, було придбано поселенцем на ім'я Едвард Вотерс (англ. Edward Waters) в 1843 році .
Статус міста Манукау отримав в 1965 році, першим мером міста став колишній фермер Х'ю Ламбі (англ. Hugh Lambie) . У XIX столітті ця місцевість іменувалася «Вудсайд» (англ.  Woodside ), на початку XX століття вживали також назву «Вірі» (англ.  Wiri ), ймовірно, відбувається від імені Віріхани Такааніні, сина маорійського вождя . Деякий час слова «Вірі» і «Манукау» вживалися як взаємозамінні, в 1983 році міська рада офіційно затвердив назву «Манукау», а словом «Вірі» стали називати місцевість на захід .
З 1961 року в Манукау почали з'являтися великі підприємства: алюмінієвий завод, фабрика, яка виробляє бетонні блоки, завод з виробництва швидкорозчинного кави, нейлонова фабрика і так далі . У 1966 році графство Манукау було об'єднано з боро Манурева; в результаті референдуму було обрано назву «місто Манукау». Сукупно населення міста становило 73 172 особи .
У 1989 році місто Папатое і боро Хоуїк влилися до складу Манукау, населення якого тепер становило 219 500 чоловік .
У 2008 році Манукау був найшвидкозростаючим населеним пунктом Нової Зеландії .
Друга за старшинством церква Нової Зеландії — Церква Всіх Святих, побудована в 1847 році — розташована в Манукау .

## Населення
У 2013 році населення Манукау становило 328 968 осіб, або 8,2 % населення країни. Це третій за чисельністю населення район Нової Зеландії. Маорійське населення Манукау, хоча і становить всього 6,9 % загальної чисельності жителів, за абсолютною величиною серед районів країни перебуває на першому місці. Кількість житлових будинків у районі становить 95 118, таким чином, у середньому житловому будинку проживає 3,4 людини.